# Змеевидные морские иглы
Змеевидные морские иглы, или змеерыбки (лат. Nerophis), — род морских лучепёрых рыб из семейства игловых (Syngnathidae). Распространены в северо-восточной части Атлантического океана. Обитают в прибрежных водах на глубине до 30 м. Максимальные размеры тела представителей рода варьируются от 15 до 30 см. Тело очень вытянутое, округлое в поперечном разрезе, покрыто панцирем с костными кольцами. Рыло закругленное, в виде трубки, его длина составляет менее половины длины головы. Спинной плавник сдвинут к хвостовой части тела. Брюшные, грудные, анальный  и хвостовой плавники отсутствуют. Самцы вынашивают икру в специальной выводковой сумке, расположенной на брюхе в хвостовой части тела.

## Классификация
В состав рода включают 3 вида:
- Nerophis lumbriciformis (Jenyns, 1835) — Червевидная морская игла
- Nerophis maculatus Rafinesque, 1810
- Nerophis ophidion (Linnaeus, 1758) — Морское шило, или змеевидная морская игла